# Ludwik Bergson (1863–1940)
Ludwik Bergson (ur. 22 marca 1863 w Warszawie, zm. 9 października 1940 w Warszawie) – polski przedsiębiorca, filantrop i działacz społeczny żydowskiego pochodzenia.

## Życiorys
Urodził się w Warszawie w zasymilowanej rodzinie żydowskiej, jako syn Michała Bergsona (1831–1919) i Julii z domu Bauman (1842–1909). Był prapraprawnukiem Szmula Zbytkowera (1727–1801), praprawnukiem Bera Sonnenberga (1764–1822; od jego imienia pochodzi nazwisko Bergsonów), prawnukiem Gabriela Bergsona (1790–1844), wnukiem Ludwika Bergsona (1808–1857). 25 czerwca 1893 poślubił Dorę Landau (zm. 1940). Ukończył studia na wydziale chemicznym Politechniki Ryskiej, w trakcie których został przyjęty do korporacji akademickiej Arkonia. W latach 1883–1886 był wiceprezesem i prezesem tej korporacji.
Od 1891 był właścicielem firmy węglowej Samuel & Ludwik Bergson w Warszawie. Był prezesem Fundacji Tanich Mieszkań im. H. i L. Wawelbergów, kuratorem Głównego Domu Schronienia Ubogich Starców i Sierot Starozakonnych w Warszawie, prezesem Stowarzyszenia Subiektów Handlowych Wyznania Mojżeszowego, członkiem Rady Opiekuńczej Szkół Zgromadzenia Kupców m. st. Warszawy, dyrektorem fabryki Kabel, członkiem Komitetu Wielkiej Synagogi w Warszawie. Należał do Stowarzyszenia Techników Polskich oraz Stowarzyszenia Właścicieli Nieruchomości. Był fundatorem wielu instytucji filantropijnych i szpitalnych, a także członkiem dożywotnim PCK, PBK, LOPP, LMK i innych instytucji społecznych.
Podczas II wojny światowej został przesiedlony do getta warszawskiego, gdzie wraz z żoną popełnił samobójstwo. Jest pochowany na cmentarzu żydowskim przy ulicy Okopowej w Warszawie.